# Orliska
Orliska – wieś w Polsce, położona w województwie podkarpackim, w powiecie tarnobrzeskim, w gminie Gorzyce.
W latach 1975–1998 miejscowość administracyjnie należała do województwa tarnobrzeskiego.
Miejscowość należy do Parafii Świętej Rodziny w Trześni.
Na terenie Orlisk położona jest filia przedszkola samorządowego w Gorzycach, a także działa jednostka OSP Orliska.